# Città dell'Iowa
Lista delle città dell'Iowa, Stati Uniti d'America, comprendente i comuni (city) e i census-designated place (CDP).
I dati sono dell'USCB riferiti al censimento del 2010.
| #    | Località             | Status | Cens. 2010 |
| ---- | -------------------- | ------ | ---------- |
| 1    | Ackley               | city   | 1589       |
| 2    | Ackworth             | city   | 83         |
| 3    | Adair                | city   | 781        |
| 4    | Adel                 | city   | 3682       |
| 5    | Afton                | city   | 845        |
| 6    | Agency               | city   | 638        |
| 7    | Ainsworth            | city   | 567        |
| 8    | Akron                | city   | 1486       |
| 9    | Albert City          | city   | 699        |
| 10   | Albia                | city   | 3766       |
| 11   | Albion               | city   | 505        |
| 12   | Alburnett            | city   | 673        |
| 13   | Alden                | city   | 787        |
| 14   | Alexander            | city   | 175        |
| 15   | Algona               | city   | 5560       |
| 16   | Alleman              | city   | 432        |
| 17   | Allerton             | city   | 501        |
| 18   | Allison              | city   | 1029       |
| 19   | Alta                 | city   | 1883       |
| 20   | Alta Vista           | city   | 266        |
| 21   | Alton                | city   | 1216       |
| 22   | Altoona              | city   | 14541      |
| 23   | Alvord               | city   | 196        |
| 24   | Amana                | CDP    | 442        |
| 25   | Ames                 | city   | 58965      |
| 26   | Anamosa              | city   | 5533       |
| 27   | Anderson             | CDP    | 65         |
| 28   | Andover              | city   | 103        |
| 29   | Andrew               | city   | 434        |
| 30   | Anita                | city   | 972        |
| 31   | Ankeny               | city   | 45582      |
| 32   | Anthon               | city   | 565        |
| 33   | Aplington            | city   | 1128       |
| 34   | Arcadia              | city   | 484        |
| 35   | Archer               | city   | 131        |
| 36   | Aredale              | city   | 74         |
| 37   | Arion                | city   | 108        |
| 38   | Arispe               | city   | 100        |
| 39   | Arlington            | city   | 429        |
| 40   | Armstrong            | city   | 926        |
| 41   | Arnolds Park         | city   | 1126       |
| 42   | Arthur               | city   | 206        |
| 43   | Asbury               | city   | 4170       |
| 44   | Ashton               | city   | 458        |
| 45   | Aspinwall            | city   | 40         |
| 46   | Atalissa             | city   | 311        |
| 47   | Athelstan            | CDP    | 19         |
| 48   | Atkins               | city   | 1670       |
| 49   | Atlantic             | city   | 7112       |
| 50   | Auburn               | city   | 322        |
| 51   | Audubon              | city   | 2176       |
| 52   | Aurelia              | city   | 1036       |
| 53   | Aurora               | city   | 185        |
| 54   | Avoca                | city   | 1506       |
| 55   | Ayrshire             | city   | 143        |
| 56   | Badger               | city   | 561        |
| 57   | Bagley               | city   | 303        |
| 58   | Baldwin              | city   | 109        |
| 59   | Balltown             | city   | 68         |
| 60   | Bancroft             | city   | 732        |
| 61   | Bankston             | city   | 25         |
| 62   | Barnes City          | city   | 176        |
| 63   | Barnum               | city   | 191        |
| 64   | Bartlett             | CDP    | 50         |
| 65   | Bassett              | city   | 66         |
| 66   | Batavia              | city   | 499        |
| 67   | Battle Creek         | city   | 713        |
| 68   | Baxter               | city   | 1101       |
| 69   | Bayard               | city   | 471        |
| 70   | Beacon               | city   | 494        |
| 71   | Beaconsfield         | city   | 15         |
| 72   | Beaman               | city   | 191        |
| 73   | Beaver               | city   | 48         |
| 74   | Beaverdale           | CDP    | 952        |
| 75   | Bedford              | city   | 1440       |
| 76   | Belle Plaine         | city   | 2534       |
| 77   | Bellevue             | city   | 2191       |
| 78   | Belmond              | city   | 2376       |
| 79   | Bennett              | city   | 405        |
| 80   | Bentley              | CDP    | 118        |
| 81   | Benton               | city   | 41         |
| 82   | Berkley              | city   | 32         |
| 83   | Bernard              | city   | 112        |
| 84   | Bertram              | city   | 294        |
| 85   | Bettendorf           | city   | 33217      |
| 86   | Bevington            | city   | 63         |
| 87   | Birmingham           | city   | 448        |
| 88   | Blairsburg           | city   | 215        |
| 89   | Blairstown           | city   | 692        |
| 90   | Blakesburg           | city   | 296        |
| 91   | Blanchard            | city   | 38         |
| 92   | Blencoe              | city   | 224        |
| 93   | Blockton             | city   | 192        |
| 94   | Bloomfield           | city   | 2640       |
| 95   | Blue Grass           | city   | 1452       |
| 96   | Bode                 | city   | 302        |
| 97   | Bolan                | CDP    | 33         |
| 98   | Bonaparte            | city   | 433        |
| 99   | Bondurant            | city   | 3860       |
| 100  | Boone                | city   | 12661      |
| 101  | Bouton               | city   | 129        |
| 102  | Boxholm              | city   | 195        |
| 103  | Boyden               | city   | 707        |
| 104  | Braddyville          | city   | 159        |
| 105  | Bradford             | CDP    | 99         |
| 106  | Bradgate             | city   | 86         |
| 107  | Brandon              | city   | 309        |
| 108  | Brayton              | city   | 128        |
| 109  | Breda                | city   | 483        |
| 110  | Bridgewater          | city   | 182        |
| 111  | Brighton             | city   | 652        |
| 112  | Bristow              | city   | 160        |
| 113  | Britt                | city   | 2069       |
| 114  | Bronson              | city   | 322        |
| 115  | Brooklyn             | city   | 1468       |
| 116  | Brunsville           | city   | 151        |
| 117  | Buck Grove           | city   | 43         |
| 118  | Buckeye              | city   | 108        |
| 119  | Buffalo              | city   | 1270       |
| 120  | Buffalo Center       | city   | 905        |
| 121  | Burchinal            | CDP    | 40         |
| 122  | Burlington           | city   | 25663      |
| 123  | Burr Oak             | CDP    | 166        |
| 124  | Burt                 | city   | 533        |
| 125  | Bussey               | city   | 422        |
| 126  | Calamus              | city   | 439        |
| 127  | California Junction  | CDP    | 85         |
| 128  | Callender            | city   | 376        |
| 129  | Calmar               | city   | 978        |
| 130  | Calumet              | city   | 170        |
| 131  | Camanche             | city   | 4448       |
| 132  | Cambridge            | city   | 827        |
| 133  | Cantril              | city   | 222        |
| 134  | Carbon               | city   | 34         |
| 135  | Carlisle             | city   | 3876       |
| 136  | Carpenter            | city   | 109        |
| 137  | Carroll              | city   | 10103      |
| 138  | Carson               | city   | 812        |
| 139  | Carter Lake          | city   | 3785       |
| 140  | Cascade              | city   | 2159       |
| 141  | Casey                | city   | 426        |
| 142  | Castalia             | city   | 173        |
| 143  | Castana              | city   | 147        |
| 144  | Cedar Falls          | city   | 39260      |
| 145  | Cedar Rapids         | city   | 126326     |
| 146  | Center Junction      | city   | 111        |
| 147  | Center Point         | city   | 2421       |
| 148  | Centerville          | city   | 5528       |
| 149  | Central City         | city   | 1257       |
| 150  | Centralia            | city   | 134        |
| 151  | Chapin               | CDP    | 87         |
| 152  | Chariton             | city   | 4321       |
| 153  | Charles City         | city   | 7652       |
| 154  | Charlotte            | city   | 394        |
| 155  | Charter Oak          | city   | 502        |
| 156  | Chatsworth           | city   | 79         |
| 157  | Chelsea              | city   | 267        |
| 158  | Cherokee             | city   | 5253       |
| 159  | Chester              | city   | 127        |
| 160  | Chillicothe          | city   | 97         |
| 161  | Churdan              | city   | 386        |
| 162  | Cincinnati           | city   | 357        |
| 163  | Clare                | city   | 146        |
| 164  | Clarence             | city   | 974        |
| 165  | Clarinda             | city   | 5572       |
| 166  | Clarion              | city   | 2850       |
| 167  | Clarksville          | city   | 1439       |
| 168  | Clayton              | city   | 43         |
| 169  | Clear Lake           | city   | 7777       |
| 170  | Clearfield           | city   | 363        |
| 171  | Cleghorn             | city   | 240        |
| 172  | Clemons              | city   | 148        |
| 173  | Clermont             | city   | 632        |
| 174  | Climbing Hill        | CDP    | 97         |
| 175  | Clinton              | city   | 26885      |
| 176  | Clio                 | city   | 80         |
| 177  | Clive                | city   | 15447      |
| 178  | Clutier              | city   | 213        |
| 179  | Coalville            | CDP    | 610        |
| 180  | Coburg               | city   | 42         |
| 181  | Coggon               | city   | 658        |
| 182  | Coin                 | city   | 193        |
| 183  | Colesburg            | city   | 404        |
| 184  | Colfax               | city   | 2093       |
| 185  | College Springs      | city   | 214        |
| 186  | Collins              | city   | 495        |
| 187  | Colo                 | city   | 876        |
| 188  | Columbus City        | city   | 391        |
| 189  | Columbus Junction    | city   | 1899       |
| 190  | Colwell              | city   | 73         |
| 191  | Conesville           | city   | 432        |
| 192  | Conrad               | city   | 1108       |
| 193  | Conroy               | CDP    | 259        |
| 194  | Conway               | city   | 41         |
| 195  | Coon Rapids          | city   | 1305       |
| 196  | Coppock              | city   | 47         |
| 197  | Coralville           | city   | 18907      |
| 198  | Corley               | CDP    | 26         |
| 199  | Corning              | city   | 1635       |
| 200  | Correctionville      | city   | 821        |
| 201  | Corwith              | city   | 309        |
| 202  | Corydon              | city   | 1585       |
| 203  | Cotter               | city   | 48         |
| 204  | Coulter              | city   | 281        |
| 205  | Council Bluffs       | city   | 62230      |
| 206  | Craig                | city   | 89         |
| 207  | Crawfordsville       | city   | 264        |
| 208  | Crescent             | city   | 617        |
| 209  | Cresco               | city   | 3868       |
| 210  | Creston              | city   | 7834       |
| 211  | Cromwell             | city   | 107        |
| 212  | Crystal Lake         | city   | 250        |
| 213  | Cumberland           | city   | 262        |
| 214  | Cumming              | city   | 351        |
| 215  | Curlew               | city   | 58         |
| 216  | Cushing              | city   | 220        |
| 217  | Cylinder             | city   | 88         |
| 218  | Dakota City          | city   | 843        |
| 219  | Dallas Center        | city   | 1623       |
| 220  | Dana                 | city   | 71         |
| 221  | Danbury              | city   | 348        |
| 222  | Danville             | city   | 934        |
| 223  | Davenport            | city   | 99685      |
| 224  | Davis City           | city   | 204        |
| 225  | Dawson               | city   | 131        |
| 226  | Dayton               | city   | 837        |
| 227  | De Soto              | city   | 1050       |
| 228  | DeWitt               | city   | 5322       |
| 229  | Decatur City         | city   | 197        |
| 230  | Decorah              | city   | 8127       |
| 231  | Dedham               | city   | 266        |
| 232  | Deep River           | city   | 279        |
| 233  | Defiance             | city   | 284        |
| 234  | Delaware             | city   | 159        |
| 235  | Delhi                | city   | 460        |
| 236  | Delmar               | city   | 525        |
| 237  | Deloit               | city   | 264        |
| 238  | Delphos              | city   | 25         |
| 239  | Delta                | city   | 328        |
| 240  | Denison              | city   | 8298       |
| 241  | Denmark              | CDP    | 423        |
| 242  | Denver               | city   | 1780       |
| 243  | Derby                | city   | 115        |
| 244  | Des Moines           | city   | 203433     |
| 245  | Dexter               | city   | 611        |
| 246  | Diagonal             | city   | 330        |
| 247  | Diamondhead Lake     | CDP    | 366        |
| 248  | Dickens              | city   | 185        |
| 249  | Dike                 | city   | 1209       |
| 250  | Dixon                | city   | 247        |
| 251  | Dolliver             | city   | 66         |
| 252  | Donahue              | city   | 346        |
| 253  | Donnellson           | city   | 912        |
| 254  | Doon                 | city   | 577        |
| 255  | Douds                | CDP    | 152        |
| 256  | Dougherty            | city   | 58         |
| 257  | Dow City             | city   | 510        |
| 258  | Dows                 | city   | 538        |
| 259  | Drakesville          | city   | 184        |
| 260  | Dubuque              | city   | 57637      |
| 261  | Dumont               | city   | 637        |
| 262  | Duncan               | CDP    | 131        |
| 263  | Duncombe             | city   | 410        |
| 264  | Dundee               | city   | 174        |
| 265  | Dunkerton            | city   | 852        |
| 266  | Dunlap               | city   | 1042       |
| 267  | Durango              | city   | 22         |
| 268  | Durant               | city   | 1832       |
| 269  | Dyersville           | city   | 4058       |
| 270  | Dysart               | city   | 1379       |
| 271  | Eagle Grove          | city   | 3583       |
| 272  | Earlham              | city   | 1450       |
| 273  | Earling              | city   | 437        |
| 274  | Earlville            | city   | 812        |
| 275  | Early                | city   | 557        |
| 276  | East Amana           | CDP    | 56         |
| 277  | East Peru            | city   | 125        |
| 278  | Eddyville            | city   | 1024       |
| 279  | Edgewood             | city   | 864        |
| 280  | Elberon              | city   | 196        |
| 281  | Eldon                | city   | 927        |
| 282  | Eldora               | city   | 2732       |
| 283  | Eldridge             | city   | 5651       |
| 284  | Elgin                | city   | 683        |
| 285  | Elk Horn             | city   | 662        |
| 286  | Elk Run Heights      | city   | 1117       |
| 287  | Elkader              | city   | 1273       |
| 288  | Elkhart              | city   | 683        |
| 289  | Elkport              | city   | 37         |
| 290  | Elliott              | city   | 350        |
| 291  | Ellston              | city   | 43         |
| 292  | Ellsworth            | city   | 531        |
| 293  | Elma                 | city   | 546        |
| 294  | Ely                  | city   | 1776       |
| 295  | Emerson              | city   | 438        |
| 296  | Emmetsburg           | city   | 3904       |
| 297  | Epworth              | city   | 1860       |
| 298  | Essex                | city   | 798        |
| 299  | Estherville          | city   | 6360       |
| 300  | Evansdale            | city   | 4751       |
| 301  | Everly               | city   | 603        |
| 302  | Exira                | city   | 840        |
| 303  | Exline               | city   | 160        |
| 304  | Fairbank             | city   | 1113       |
| 305  | Fairfax              | city   | 2123       |
| 306  | Fairfield            | city   | 9464       |
| 307  | Farley               | city   | 1537       |
| 308  | Farmersburg          | city   | 302        |
| 309  | Farmington           | city   | 664        |
| 310  | Farnhamville         | city   | 371        |
| 311  | Farragut             | city   | 485        |
| 312  | Fayette              | city   | 1338       |
| 313  | Fenton               | city   | 279        |
| 314  | Ferguson             | city   | 126        |
| 315  | Fertile              | city   | 370        |
| 316  | Floris               | city   | 138        |
| 317  | Floyd                | city   | 335        |
| 318  | Fonda                | city   | 631        |
| 319  | Fontanelle           | city   | 672        |
| 320  | Forest City          | city   | 4151       |
| 321  | Fort Atkinson        | city   | 349        |
| 322  | Fort Dodge           | city   | 25206      |
| 323  | Fort Madison         | city   | 11051      |
| 324  | Fostoria             | city   | 231        |
| 325  | Franklin             | city   | 143        |
| 326  | Fraser               | city   | 102        |
| 327  | Fredericksburg       | city   | 931        |
| 328  | Frederika            | city   | 183        |
| 329  | Fredonia             | city   | 244        |
| 330  | Fremont              | city   | 743        |
| 331  | Fruitland            | city   | 977        |
| 332  | Frytown              | CDP    | 165        |
| 333  | Galt                 | city   | 32         |
| 334  | Galva                | city   | 434        |
| 335  | Garber               | city   | 88         |
| 336  | Garden City          | CDP    | 89         |
| 337  | Garden Grove         | city   | 211        |
| 338  | Garnavillo           | city   | 745        |
| 339  | Garner               | city   | 3129       |
| 340  | Garrison             | city   | 371        |
| 341  | Garwin               | city   | 527        |
| 342  | Geneva               | city   | 165        |
| 343  | George               | city   | 1080       |
| 344  | Gibson               | city   | 61         |
| 345  | Gilbert              | city   | 1082       |
| 346  | Gilbertville         | city   | 712        |
| 347  | Gillett Grove        | city   | 49         |
| 348  | Gilman               | city   | 509        |
| 349  | Gilmore City         | city   | 504        |
| 350  | Gladbrook            | city   | 945        |
| 351  | Glenwood             | city   | 5269       |
| 352  | Glidden              | city   | 1146       |
| 353  | Goldfield            | city   | 635        |
| 354  | Goodell              | city   | 139        |
| 355  | Goose Lake           | city   | 240        |
| 356  | Gowrie               | city   | 1037       |
| 357  | Graettinger          | city   | 844        |
| 358  | Graf                 | city   | 79         |
| 359  | Grafton              | city   | 252        |
| 360  | Grand Junction       | city   | 824        |
| 361  | Grand Mound          | city   | 642        |
| 362  | Grand River          | city   | 236        |
| 363  | Grandview            | city   | 556        |
| 364  | Granger              | city   | 1244       |
| 365  | Grant                | city   | 92         |
| 366  | Granville            | city   | 312        |
| 367  | Gravity              | city   | 188        |
| 368  | Gray                 | city   | 63         |
| 369  | Greeley              | city   | 256        |
| 370  | Green Mountain       | CDP    | 126        |
| 371  | Greene               | city   | 1130       |
| 372  | Greenfield           | city   | 1982       |
| 373  | Greenville           | city   | 75         |
| 374  | Grimes               | city   | 8246       |
| 375  | Grinnell             | city   | 9218       |
| 376  | Griswold             | city   | 1036       |
| 377  | Grundy Center        | city   | 2706       |
| 378  | Gruver               | city   | 94         |
| 379  | Guernsey             | city   | 63         |
| 380  | Guthrie Center       | city   | 1569       |
| 381  | Guttenberg           | city   | 1919       |
| 382  | Halbur               | city   | 246        |
| 383  | Hamburg              | city   | 1187       |
| 384  | Hamilton             | city   | 130        |
| 385  | Hampton              | city   | 4461       |
| 386  | Hancock              | city   | 196        |
| 387  | Hanlontown           | city   | 226        |
| 388  | Hansell              | city   | 98         |
| 389  | Harcourt             | city   | 303        |
| 390  | Hardy                | city   | 47         |
| 391  | Harlan               | city   | 5106       |
| 392  | Harper               | city   | 114        |
| 393  | Harpers Ferry        | city   | 328        |
| 394  | Harris               | city   | 170        |
| 395  | Hartford             | city   | 771        |
| 396  | Hartley              | city   | 1672       |
| 397  | Hartwick             | city   | 86         |
| 398  | Harvey               | city   | 235        |
| 399  | Hastings             | city   | 152        |
| 400  | Havelock             | city   | 138        |
| 401  | Haverhill            | city   | 173        |
| 402  | Hawarden             | city   | 2546       |
| 403  | Hawkeye              | city   | 449        |
| 404  | Hayesville           | city   | 50         |
| 405  | Hayfield             | CDP    | 43         |
| 406  | Hazleton             | city   | 823        |
| 407  | Hedrick              | city   | 764        |
| 408  | Henderson            | city   | 185        |
| 409  | Hepburn              | city   | 23         |
| 410  | Hiawatha             | city   | 7024       |
| 411  | High Amana           | CDP    | 115        |
| 412  | Hills                | city   | 703        |
| 413  | Hillsboro            | city   | 180        |
| 414  | Hinton               | city   | 928        |
| 415  | Holiday Lake         | CDP    | 433        |
| 416  | Holland              | city   | 282        |
| 417  | Holstein             | city   | 1396       |
| 418  | Holy Cross           | city   | 374        |
| 419  | Homestead            | CDP    | 148        |
| 420  | Hopkinton            | city   | 628        |
| 421  | Hornick              | city   | 225        |
| 422  | Hospers              | city   | 698        |
| 423  | Houghton             | city   | 146        |
| 424  | Hubbard              | city   | 845        |
| 425  | Hudson               | city   | 2282       |
| 426  | Hull                 | city   | 2175       |
| 427  | Humboldt             | city   | 4690       |
| 428  | Humeston             | city   | 494        |
| 429  | Hutchins             | CDP    | 28         |
| 430  | Huxley               | city   | 3317       |
| 431  | Ida Grove            | city   | 2142       |
| 432  | Imogene              | city   | 72         |
| 433  | Independence         | city   | 5966       |
| 434  | Indianola            | city   | 14782      |
| 435  | Inwood               | city   | 814        |
| 436  | Ionia                | city   | 291        |
| 437  | Iowa City            | city   | 67862      |
| 438  | Iowa Falls           | city   | 5238       |
| 439  | Ireton               | city   | 609        |
| 440  | Irvington            | CDP    | 38         |
| 441  | Irwin                | city   | 341        |
| 442  | Jackson Junction     | city   | 58         |
| 443  | Jacksonville         | CDP    | 30         |
| 444  | Jamaica              | city   | 224        |
| 445  | Janesville           | city   | 930        |
| 446  | Jefferson            | city   | 4345       |
| 447  | Jesup                | city   | 2520       |
| 448  | Jewell Junction      | city   | 1215       |
| 449  | Johnston             | city   | 17278      |
| 450  | Joice                | city   | 222        |
| 451  | Jolley               | city   | 41         |
| 452  | Kalona               | city   | 2363       |
| 453  | Kamrar               | city   | 199        |
| 454  | Kanawha              | city   | 652        |
| 455  | Kellerton            | city   | 315        |
| 456  | Kelley               | city   | 309        |
| 457  | Kellogg              | city   | 599        |
| 458  | Kensett              | city   | 266        |
| 459  | Kent                 | CDP    | 61         |
| 460  | Keokuk               | city   | 10780      |
| 461  | Keomah Village       | city   | 84         |
| 462  | Keosauqua            | city   | 1006       |
| 463  | Keota                | city   | 1009       |
| 464  | Keswick              | city   | 246        |
| 465  | Keystone             | city   | 622        |
| 466  | Kimballton           | city   | 322        |
| 467  | Kingsley             | city   | 1411       |
| 468  | Kinross              | city   | 73         |
| 469  | Kirkman              | city   | 64         |
| 470  | Kirkville            | city   | 167        |
| 471  | Kiron                | city   | 279        |
| 472  | Klemme               | city   | 507        |
| 473  | Knierim              | city   | 60         |
| 474  | Knoxville            | city   | 7313       |
| 475  | La Motte             | city   | 260        |
| 476  | La Porte City        | city   | 2285       |
| 477  | Lacona               | city   | 361        |
| 478  | Ladora               | city   | 283        |
| 479  | Lake City            | city   | 1727       |
| 480  | Lake Mills           | city   | 2100       |
| 481  | Lake Panorama        | CDP    | 1309       |
| 482  | Lake Park            | city   | 1105       |
| 483  | Lake View            | city   | 1142       |
| 484  | Lakeside             | city   | 596        |
| 485  | Lakota               | city   | 255        |
| 486  | Lambs Grove          | city   | 172        |
| 487  | Lamoni               | city   | 2324       |
| 488  | Lamont               | city   | 461        |
| 489  | Lanesboro            | city   | 121        |
| 490  | Lansing              | city   | 999        |
| 491  | Larchwood            | city   | 866        |
| 492  | Larrabee             | city   | 132        |
| 493  | Latimer              | city   | 507        |
| 494  | Laurel               | city   | 239        |
| 495  | Laurens              | city   | 1258       |
| 496  | Lawler               | city   | 439        |
| 497  | Lawton               | city   | 908        |
| 498  | Le Claire            | city   | 3765       |
| 499  | Le Grand             | city   | 938        |
| 500  | Le Mars              | city   | 9826       |
| 501  | Le Roy               | city   | 15         |
| 502  | Leando               | CDP    | 115        |
| 503  | Ledyard              | city   | 130        |
| 504  | Lehigh               | city   | 416        |
| 505  | Leighton             | city   | 162        |
| 506  | Leland               | city   | 289        |
| 507  | Lenox                | city   | 1407       |
| 508  | Leon                 | city   | 1977       |
| 509  | Lester               | city   | 294        |
| 510  | Letts                | city   | 384        |
| 511  | Lewis                | city   | 433        |
| 512  | Libertyville         | city   | 315        |
| 513  | Lidderdale           | city   | 180        |
| 514  | Lime Springs         | city   | 505        |
| 515  | Lincoln              | city   | 162        |
| 516  | Linden               | city   | 199        |
| 517  | Lineville            | city   | 217        |
| 518  | Linn Grove           | city   | 154        |
| 519  | Lisbon               | city   | 2152       |
| 520  | Liscomb              | city   | 301        |
| 521  | Little Cedar         | CDP    | 60         |
| 522  | Little Rock          | city   | 459        |
| 523  | Little Sioux         | city   | 170        |
| 524  | Livermore            | city   | 384        |
| 525  | Lockridge            | city   | 268        |
| 526  | Logan                | city   | 1534       |
| 527  | Lohrville            | city   | 368        |
| 528  | Lone Rock            | city   | 146        |
| 529  | Lone Tree            | city   | 1300       |
| 530  | Long Grove           | city   | 808        |
| 531  | Lorimor              | city   | 360        |
| 532  | Lost Nation          | city   | 446        |
| 533  | Loveland             | CDP    | 35         |
| 534  | Lovilia              | city   | 538        |
| 535  | Low Moor             | city   | 288        |
| 536  | Lowden               | city   | 789        |
| 537  | Lu Verne             | city   | 261        |
| 538  | Luana                | city   | 269        |
| 539  | Lucas                | city   | 216        |
| 540  | Luther               | city   | 122        |
| 541  | Luxemburg            | city   | 240        |
| 542  | Luzerne              | city   | 96         |
| 543  | Lynnville            | city   | 379        |
| 544  | Lytton               | city   | 315        |
| 545  | Macedonia            | city   | 246        |
| 546  | Macksburg            | city   | 113        |
| 547  | Madrid               | city   | 2543       |
| 548  | Magnolia             | city   | 183        |
| 549  | Maharishi Vedic City | city   | 259        |
| 550  | Malcom               | city   | 287        |
| 551  | Mallard              | city   | 274        |
| 552  | Maloy                | city   | 29         |
| 553  | Malvern              | city   | 1142       |
| 554  | Manchester           | city   | 5179       |
| 555  | Manilla              | city   | 776        |
| 556  | Manly                | city   | 1323       |
| 557  | Manning              | city   | 1500       |
| 558  | Manson               | city   | 1690       |
| 559  | Mapleton             | city   | 1224       |
| 560  | Maquoketa            | city   | 6141       |
| 561  | Marathon             | city   | 237        |
| 562  | Marble Rock          | city   | 307        |
| 563  | Marcus               | city   | 1117       |
| 564  | Marengo              | city   | 2528       |
| 565  | Marion               | city   | 34768      |
| 566  | Marne                | city   | 120        |
| 567  | Marquette            | city   | 375        |
| 568  | Marshalltown         | city   | 27552      |
| 569  | Martelle             | city   | 255        |
| 570  | Martensdale          | city   | 465        |
| 571  | Martinsburg          | city   | 112        |
| 572  | Marysville           | city   | 66         |
| 573  | Mason City           | city   | 28079      |
| 574  | Masonville           | city   | 127        |
| 575  | Massena              | city   | 355        |
| 576  | Matlock              | city   | 87         |
| 577  | Maurice              | city   | 275        |
| 578  | Maxwell              | city   | 920        |
| 579  | Maynard              | city   | 518        |
| 580  | Maysville            | city   | 176        |
| 581  | McCallsburg          | city   | 333        |
| 582  | McCausland           | city   | 291        |
| 583  | McClelland           | city   | 151        |
| 584  | McGregor             | city   | 871        |
| 585  | McIntire             | city   | 122        |
| 586  | Mechanicsville       | city   | 1146       |
| 587  | Mediapolis           | city   | 1560       |
| 588  | Melbourne            | city   | 830        |
| 589  | Melcher-Dallas       | city   | 1288       |
| 590  | Melrose              | city   | 112        |
| 591  | Melvin               | city   | 214        |
| 592  | Menlo                | city   | 353        |
| 593  | Meriden              | city   | 159        |
| 594  | Merrill              | city   | 755        |
| 595  | Meservey             | city   | 256        |
| 596  | Meyer                | CDP    | 31         |
| 597  | Middle Amana         | CDP    | 581        |
| 598  | Middletown           | city   | 318        |
| 599  | Miles                | city   | 445        |
| 600  | Milford              | city   | 2898       |
| 601  | Miller               | CDP    | 60         |
| 602  | Millersburg          | city   | 159        |
| 603  | Millerton            | city   | 45         |
| 604  | Millville            | city   | 30         |
| 605  | Milo                 | city   | 775        |
| 606  | Milton               | city   | 443        |
| 607  | Minburn              | city   | 365        |
| 608  | Minden               | city   | 599        |
| 609  | Mineola              | CDP    | 166        |
| 610  | Mingo                | city   | 302        |
| 611  | Missouri Valley      | city   | 2838       |
| 612  | Mitchell             | city   | 138        |
| 613  | Mitchellville        | city   | 2254       |
| 614  | Modale               | city   | 283        |
| 615  | Mona                 | CDP    | 34         |
| 616  | Mondamin             | city   | 402        |
| 617  | Monmouth             | city   | 153        |
| 618  | Monona               | city   | 1549       |
| 619  | Monroe               | city   | 1830       |
| 620  | Montezuma            | city   | 1462       |
| 621  | Monticello           | city   | 3796       |
| 622  | Montour              | city   | 249        |
| 623  | Montrose             | city   | 898        |
| 624  | Moorhead             | city   | 226        |
| 625  | Moorland             | city   | 169        |
| 626  | Moravia              | city   | 665        |
| 627  | Morley               | city   | 115        |
| 628  | Morning Sun          | city   | 836        |
| 629  | Morrison             | city   | 94         |
| 630  | Moulton              | city   | 605        |
| 631  | Mount Auburn         | city   | 150        |
| 632  | Mount Ayr            | city   | 1691       |
| 633  | Mount Pleasant       | city   | 8668       |
| 634  | Mount Sterling       | city   | 36         |
| 635  | Mount Union          | city   | 107        |
| 636  | Mount Vernon         | city   | 4506       |
| 637  | Moville              | city   | 1618       |
| 638  | Murray               | city   | 756        |
| 639  | Muscatine            | city   | 22886      |
| 640  | Mystic               | city   | 425        |
| 641  | Nashua               | city   | 1663       |
| 642  | Nemaha               | city   | 85         |
| 643  | Neola                | city   | 842        |
| 644  | Nevada               | city   | 6798       |
| 645  | New Albin            | city   | 522        |
| 646  | New Hampton          | city   | 3571       |
| 647  | New Hartford         | city   | 516        |
| 648  | New Haven            | CDP    | 91         |
| 649  | New Liberty          | city   | 137        |
| 650  | New London           | city   | 1897       |
| 651  | New Market           | city   | 415        |
| 652  | New Providence       | city   | 228        |
| 653  | New Sharon           | city   | 1293       |
| 654  | New Vienna           | city   | 407        |
| 655  | New Virginia         | city   | 489        |
| 656  | Newell               | city   | 876        |
| 657  | Newhall              | city   | 875        |
| 658  | Newton               | city   | 15254      |
| 659  | Nichols              | city   | 374        |
| 660  | Nodaway              | city   | 114        |
| 661  | Nora Springs         | city   | 1431       |
| 662  | North Buena Vista    | city   | 121        |
| 663  | North English        | city   | 1041       |
| 664  | North Liberty        | city   | 13374      |
| 665  | North Washington     | city   | 117        |
| 666  | Northboro            | city   | 58         |
| 667  | Northwood            | city   | 1989       |
| 668  | Norwalk              | city   | 8945       |
| 669  | Norway               | city   | 545        |
| 670  | Numa                 | city   | 92         |
| 671  | Oakland              | city   | 1527       |
| 672  | Oakland Acres        | city   | 156        |
| 673  | Oakville             | city   | 173        |
| 674  | Ocheyedan            | city   | 490        |
| 675  | Odebolt              | city   | 1013       |
| 676  | Oelwein              | city   | 6415       |
| 677  | Ogden                | city   | 2044       |
| 678  | Okoboji              | city   | 807        |
| 679  | Olds                 | city   | 229        |
| 680  | Olin                 | city   | 698        |
| 681  | Ollie                | city   | 215        |
| 682  | Onawa                | city   | 2998       |
| 683  | Onslow               | city   | 197        |
| 684  | Orange City          | city   | 6004       |
| 685  | Orchard              | city   | 71         |
| 686  | Orient               | city   | 408        |
| 687  | Orleans              | city   | 608        |
| 688  | Osage                | city   | 3619       |
| 689  | Osceola              | city   | 4929       |
| 690  | Oskaloosa            | city   | 11463      |
| 691  | Ossian               | city   | 845        |
| 692  | Osterdock            | city   | 59         |
| 693  | Otho                 | city   | 542        |
| 694  | Oto                  | city   | 108        |
| 695  | Otranto              | CDP    | 27         |
| 696  | Ottosen              | city   | 55         |
| 697  | Ottumwa              | city   | 25023      |
| 698  | Owasa                | city   | 43         |
| 699  | Oxford               | city   | 807        |
| 700  | Oxford Junction      | city   | 496        |
| 701  | Oyens                | city   | 103        |
| 702  | Pacific Junction     | city   | 471        |
| 703  | Packwood             | city   | 204        |
| 704  | Palmer               | city   | 165        |
| 705  | Palo                 | city   | 1026       |
| 706  | Panama               | city   | 221        |
| 707  | Panora               | city   | 1124       |
| 708  | Panorama Park        | city   | 129        |
| 709  | Park View            | CDP    | 2389       |
| 710  | Parkersburg          | city   | 1870       |
| 711  | Parnell              | city   | 193        |
| 712  | Paton                | city   | 236        |
| 713  | Patterson            | city   | 130        |
| 714  | Paullina             | city   | 1056       |
| 715  | Pella                | city   | 10352      |
| 716  | Peosta               | city   | 1377       |
| 717  | Percival             | CDP    | 87         |
| 718  | Perry                | city   | 7702       |
| 719  | Persia               | city   | 319        |
| 720  | Peterson             | city   | 334        |
| 721  | Pierson              | city   | 366        |
| 722  | Pilot Mound          | city   | 173        |
| 723  | Pioneer              | city   | 23         |
| 724  | Pisgah               | city   | 251        |
| 725  | Plainfield           | city   | 436        |
| 726  | Plano                | city   | 70         |
| 727  | Pleasant Hill        | city   | 8785       |
| 728  | Pleasant Plain       | city   | 93         |
| 729  | Pleasanton           | city   | 49         |
| 730  | Pleasantville        | city   | 1694       |
| 731  | Plover               | city   | 77         |
| 732  | Plymouth             | city   | 382        |
| 733  | Pocahontas           | city   | 1789       |
| 734  | Polk City            | city   | 3418       |
| 735  | Pomeroy              | city   | 662        |
| 736  | Popejoy              | city   | 79         |
| 737  | Portland             | CDP    | 35         |
| 738  | Portsmouth           | city   | 195        |
| 739  | Postville            | city   | 2227       |
| 740  | Prairie City         | city   | 1680       |
| 741  | Prairieburg          | city   | 178        |
| 742  | Prescott             | city   | 257        |
| 743  | Preston              | city   | 1012       |
| 744  | Primghar             | city   | 909        |
| 745  | Princeton            | city   | 886        |
| 746  | Promise City         | city   | 111        |
| 747  | Protivin             | city   | 283        |
| 748  | Pulaski              | city   | 260        |
| 749  | Quasqueton           | city   | 554        |
| 750  | Quimby               | city   | 319        |
| 751  | Radcliffe            | city   | 545        |
| 752  | Rake                 | city   | 225        |
| 753  | Ralston              | city   | 79         |
| 754  | Randalia             | city   | 68         |
| 755  | Randall              | city   | 173        |
| 756  | Randolph             | city   | 168        |
| 757  | Rathbun              | city   | 89         |
| 758  | Raymond              | city   | 788        |
| 759  | Readlyn              | city   | 808        |
| 760  | Reasnor              | city   | 152        |
| 761  | Red Oak              | city   | 5742       |
| 762  | Redding              | city   | 82         |
| 763  | Redfield             | city   | 835        |
| 764  | Reinbeck             | city   | 1664       |
| 765  | Rembrandt            | city   | 203        |
| 766  | Remsen               | city   | 1663       |
| 767  | Renwick              | city   | 242        |
| 768  | Rhodes               | city   | 305        |
| 769  | Riceville            | city   | 785        |
| 770  | Richland             | city   | 584        |
| 771  | Rickardsville        | city   | 182        |
| 772  | Ricketts             | city   | 145        |
| 773  | Ridgeway             | city   | 315        |
| 774  | Rinard               | city   | 52         |
| 775  | Ringsted             | city   | 422        |
| 776  | Rippey               | city   | 292        |
| 777  | River Sioux          | CDP    | 59         |
| 778  | Riverdale            | city   | 405        |
| 779  | Riverside            | city   | 993        |
| 780  | Riverton             | city   | 304        |
| 781  | Robins               | city   | 3142       |
| 782  | Rochester            | CDP    | 133        |
| 783  | Rock Falls           | city   | 155        |
| 784  | Rock Rapids          | city   | 2549       |
| 785  | Rock Valley          | city   | 3354       |
| 786  | Rockford             | city   | 860        |
| 787  | Rockwell             | city   | 1039       |
| 788  | Rockwell City        | city   | 1709       |
| 789  | Rodman               | city   | 45         |
| 790  | Rodney               | city   | 60         |
| 791  | Roland               | city   | 1284       |
| 792  | Rolfe                | city   | 584        |
| 793  | Rome                 | city   | 117        |
| 794  | Rose Hill            | city   | 168        |
| 795  | Roseville            | CDP    | 49         |
| 796  | Rossie               | city   | 70         |
| 797  | Rowan                | city   | 158        |
| 798  | Rowley               | city   | 264        |
| 799  | Royal                | city   | 446        |
| 800  | Rudd                 | city   | 369        |
| 801  | Runnells             | city   | 507        |
| 802  | Russell              | city   | 554        |
| 803  | Ruthven              | city   | 737        |
| 804  | Rutland              | city   | 126        |
| 805  | Ryan                 | city   | 361        |
| 806  | Sabula               | city   | 576        |
| 807  | Sac City             | city   | 2220       |
| 808  | Sageville            | city   | 122        |
| 809  | Salem                | city   | 383        |
| 810  | Salix                | city   | 363        |
| 811  | Sanborn              | city   | 1404       |
| 812  | Sandyville           | city   | 51         |
| 813  | Saylorville          | CDP    | 3301       |
| 814  | Scarville            | city   | 72         |
| 815  | Schaller             | city   | 772        |
| 816  | Schleswig            | city   | 882        |
| 817  | Scranton             | city   | 557        |
| 818  | Searsboro            | city   | 148        |
| 819  | Sergeant Bluff       | city   | 4227       |
| 820  | Sexton               | CDP    | 37         |
| 821  | Seymour              | city   | 701        |
| 822  | Shambaugh            | city   | 191        |
| 823  | Shannon City         | city   | 71         |
| 824  | Sharpsburg           | city   | 89         |
| 825  | Sheffield            | city   | 1172       |
| 826  | Shelby               | city   | 641        |
| 827  | Sheldahl             | city   | 319        |
| 828  | Sheldon              | city   | 5188       |
| 829  | Shell Rock           | city   | 1296       |
| 830  | Shellsburg           | city   | 983        |
| 831  | Shenandoah           | city   | 5150       |
| 832  | Sherrill             | city   | 177        |
| 833  | Shueyville           | city   | 577        |
| 834  | Sibley               | city   | 2798       |
| 835  | Sidney               | city   | 1138       |
| 836  | Sigourney            | city   | 2059       |
| 837  | Silver City          | city   | 245        |
| 838  | Sioux Center         | city   | 7048       |
| 839  | Sioux City           | city   | 82684      |
| 840  | Sioux Rapids         | city   | 775        |
| 841  | Slater               | city   | 1489       |
| 842  | Sloan                | city   | 973        |
| 843  | Smithland            | city   | 224        |
| 844  | Soldier              | city   | 174        |
| 845  | Solon                | city   | 2037       |
| 846  | Somers               | city   | 113        |
| 847  | South Amana          | CDP    | 159        |
| 848  | South English        | city   | 212        |
| 849  | Spencer              | city   | 11233      |
| 850  | Spillville           | city   | 367        |
| 851  | Spirit Lake          | city   | 4840       |
| 852  | Spragueville         | city   | 81         |
| 853  | Spring Hill          | city   | 63         |
| 854  | Springbrook          | city   | 144        |
| 855  | Springville          | city   | 1074       |
| 856  | St. Ansgar           | city   | 1107       |
| 857  | St. Anthony          | city   | 102        |
| 858  | St. Benedict         | CDP    | 39         |
| 859  | St. Charles          | city   | 653        |
| 860  | St. Donatus          | city   | 135        |
| 861  | St. Joseph           | CDP    | 61         |
| 862  | St. Lucas            | city   | 143        |
| 863  | St. Marys            | city   | 127        |
| 864  | St. Olaf             | city   | 108        |
| 865  | St. Paul             | city   | 129        |
| 866  | Stacyville           | city   | 494        |
| 867  | Stanhope             | city   | 422        |
| 868  | Stanley              | city   | 125        |
| 869  | Stanton              | city   | 689        |
| 870  | Stanwood             | city   | 684        |
| 871  | State Center         | city   | 1468       |
| 872  | Steamboat Rock       | city   | 310        |
| 873  | Stockport            | city   | 296        |
| 874  | Stockton             | city   | 197        |
| 875  | Stone City           | CDP    | 192        |
| 876  | Storm Lake           | city   | 10600      |
| 877  | Story City           | city   | 3431       |
| 878  | Stout                | city   | 224        |
| 879  | Stratford            | city   | 743        |
| 880  | Strawberry Point     | city   | 1279       |
| 881  | Struble              | city   | 78         |
| 882  | Stuart               | city   | 1648       |
| 883  | Sully                | city   | 821        |
| 884  | Sumner               | city   | 2028       |
| 885  | Sun Valley Lake      | CDP    | 161        |
| 886  | Superior             | city   | 130        |
| 887  | Sutherland           | city   | 649        |
| 888  | Swaledale            | city   | 165        |
| 889  | Swan                 | city   | 72         |
| 890  | Swea City            | city   | 536        |
| 891  | Swisher              | city   | 879        |
| 892  | Tabor                | city   | 1040       |
| 893  | Tama                 | city   | 2877       |
| 894  | Templeton            | city   | 362        |
| 895  | Tennant              | city   | 68         |
| 896  | Terril               | city   | 367        |
| 897  | Thayer               | city   | 59         |
| 898  | Thompson             | city   | 502        |
| 899  | Thor                 | city   | 186        |
| 900  | Thornburg            | city   | 67         |
| 901  | Thornton             | city   | 422        |
| 902  | Thurman              | city   | 229        |
| 903  | Tiffin               | city   | 1947       |
| 904  | Tingley              | city   | 184        |
| 905  | Tipton               | city   | 3221       |
| 906  | Titonka              | city   | 476        |
| 907  | Toeterville          | CDP    | 48         |
| 908  | Toledo               | city   | 2341       |
| 909  | Toronto              | city   | 124        |
| 910  | Traer                | city   | 1703       |
| 911  | Treynor              | city   | 919        |
| 912  | Tripoli              | city   | 1313       |
| 913  | Truesdale            | city   | 81         |
| 914  | Truro                | city   | 485        |
| 915  | Turin                | city   | 68         |
| 916  | Twin Lakes           | CDP    | 334        |
| 917  | Udell                | city   | 47         |
| 918  | Underwood            | city   | 917        |
| 919  | Union                | city   | 397        |
| 920  | Unionville           | city   | 102        |
| 921  | University Heights   | city   | 1051       |
| 922  | University Park      | city   | 487        |
| 923  | Urbana               | city   | 1458       |
| 924  | Urbandale            | city   | 39463      |
| 925  | Ute                  | city   | 374        |
| 926  | Vail                 | city   | 436        |
| 927  | Valeria              | city   | 57         |
| 928  | Van Horne            | city   | 682        |
| 929  | Van Meter            | city   | 1016       |
| 930  | Van Wert             | city   | 230        |
| 931  | Varina               | city   | 71         |
| 932  | Ventura              | city   | 717        |
| 933  | Victor               | city   | 893        |
| 934  | Villisca             | city   | 1252       |
| 935  | Vincent              | city   | 174        |
| 936  | Vining               | city   | 50         |
| 937  | Vinton               | city   | 5257       |
| 938  | Volga                | city   | 208        |
| 939  | Wadena               | city   | 262        |
| 940  | Wahpeton             | city   | 341        |
| 941  | Walcott              | city   | 1629       |
| 942  | Walford              | city   | 1463       |
| 943  | Walker               | city   | 791        |
| 944  | Wall Lake            | city   | 819        |
| 945  | Wallingford          | city   | 197        |
| 946  | Walnut               | city   | 785        |
| 947  | Wapello              | city   | 2067       |
| 948  | Washburn             | CDP    | 876        |
| 949  | Washington           | city   | 7266       |
| 950  | Washta               | city   | 248        |
| 951  | Waterloo             | city   | 68406      |
| 952  | Waterville           | city   | 144        |
| 953  | Watkins              | CDP    | 118        |
| 954  | Waucoma              | city   | 257        |
| 955  | Waukee               | city   | 13790      |
| 956  | Waukon               | city   | 3897       |
| 957  | Waverly              | city   | 9874       |
| 958  | Wayland              | city   | 966        |
| 959  | Webb                 | city   | 141        |
| 960  | Webster              | city   | 88         |
| 961  | Webster City         | city   | 8070       |
| 962  | Weldon               | city   | 125        |
| 963  | Wellman              | city   | 1408       |
| 964  | Wellsburg            | city   | 707        |
| 965  | Welton               | city   | 165        |
| 966  | Wesley               | city   | 390        |
| 967  | West Amana           | CDP    | 135        |
| 968  | West Bend            | city   | 785        |
| 969  | West Branch          | city   | 2322       |
| 970  | West Burlington      | city   | 2968       |
| 971  | West Chester         | city   | 146        |
| 972  | West Des Moines      | city   | 56609      |
| 973  | West Liberty         | city   | 3736       |
| 974  | West Okoboji         | city   | 289        |
| 975  | West Point           | city   | 966        |
| 976  | West Union           | city   | 2486       |
| 977  | Westfield            | city   | 132        |
| 978  | Westgate             | city   | 211        |
| 979  | Weston               | CDP    | 92         |
| 980  | Westphalia           | city   | 127        |
| 981  | Westside             | city   | 299        |
| 982  | Westwood             | city   | 112        |
| 983  | What Cheer           | city   | 646        |
| 984  | Wheatland            | city   | 764        |
| 985  | Whiting              | city   | 762        |
| 986  | Whittemore           | city   | 504        |
| 987  | Whitten              | city   | 149        |
| 988  | Willey               | city   | 88         |
| 989  | Williams             | city   | 344        |
| 990  | Williamsburg         | city   | 3068       |
| 991  | Williamson           | city   | 152        |
| 992  | Wilton               | city   | 2802       |
| 993  | Windsor Heights      | city   | 4860       |
| 994  | Winfield             | city   | 1134       |
| 995  | Winterset            | city   | 5190       |
| 996  | Winthrop             | city   | 850        |
| 997  | Wiota                | city   | 116        |
| 998  | Woden                | city   | 229        |
| 999  | Woodbine             | city   | 1459       |
| 1000 | Woodburn             | city   | 202        |
| 1001 | Woodward             | city   | 1024       |
| 1002 | Woolstock            | city   | 168        |
| 1003 | Worthington          | city   | 401        |
| 1004 | Wyoming              | city   | 515        |
| 1005 | Yale                 | city   | 246        |
| 1006 | Yetter               | city   | 34         |
| 1007 | Yorktown             | city   | 85         |
| 1008 | Zearing              | city   | 554        |
| 1009 | Zwingle              | city   | 91         |